# Nađa Ninković
Nađa Ninković (in serbo Нађа Нинковић?; Belgrado, 1º novembre 1991) è una pallavolista serba, centrale dell'Alba-Blaj.

## Carriera

### Club
La carriera di Nađa Ninković inizia nel 2006, tra le file della Stella Rossa in cui milita per cinque stagioni vincendo due campionati serbi e altettante Coppe di Serbia.
Nella stagione 2011-12 viene ingaggiata dalla squadra svizzera del Volero Zürich, con cui si aggiudica una Supercoppa svizzera, quattro campionati e altrettante Coppe di Svizzera.
Nel campionato 2015-16 si trasferisce in Italia vestendo la maglia del San Casciano, in Serie A1; tuttavia, a causa di una fascite plantare che non le permette di giocare regolarmente, nel dicembre 2015 in accordo con la società rescinde il proprio contratto per potersi dedicare ad un pieno recupero. Rientra in campo nel campionato seguente, quando approda in Romania all'Alba-Blaj, club impegnato in Divizia A1, con il quale conquista campionato e Coppa di Romania, prima di emigrare oltreoceano, precisamente in Brasile, per la stagione 2017-18 quando disputa la Superliga Série A con l'Osasco; nel corso dell'annata conquista la Coppa del Brasile.
Nel campionato 2018-19 torna all'Alba-Blaj dove nel biennio successivo si aggiudica altri due campionati e la Coppa nazionale 2018-19; per la stagione 2020-21 è invece impegnata nella Liga Siatkówki Kobiet polacca con la maglia dell'ŁKS, ma già in quella successiva fa ritorno al club con sede a Blaj, dove conquista Supercoppa, Coppa di Romania e campionato.

### Nazionale
Nel 2009 esordisce nella nazionale serba, con cui si aggiudica due edizioni della European League, nel 2009 e nel 2011 e la vittoria al campionato europeo 2011.
Negli anni successivi vince la medaglia di bronzo all'European League 2012 e al World Grand Prix 2013.

## Palmarès

### Club
- Campionato serbo: 2

2009-10, 2010-11
- Campionato svizzero: 4

2011-12, 2012-13, 2013-14, 2014-15
- Campionato rumeno: 4

2016-17, 2018-19, 2019-20, 2021-22
- Coppa di Serbia: 2

2009-10, 2010-11
- Coppa di Svizzera: 4

2011-12, 2012-13, 2013-14, 2014-15
- Coppa di Romania: 3

2016-17, 2018-19, 2021-22
- Coppa del Brasile: 1

2018
- Supercoppa svizzera: 1

2011
- Supercoppa rumena: 1

2021

### Nazionale (competizioni minori)
- Campionato europeo under 18 2007
- European League 2009
- European League 2011
- European League 2012

### Premi individuali
- 2009 - European League: Miglior muro